# Maurice Pellé

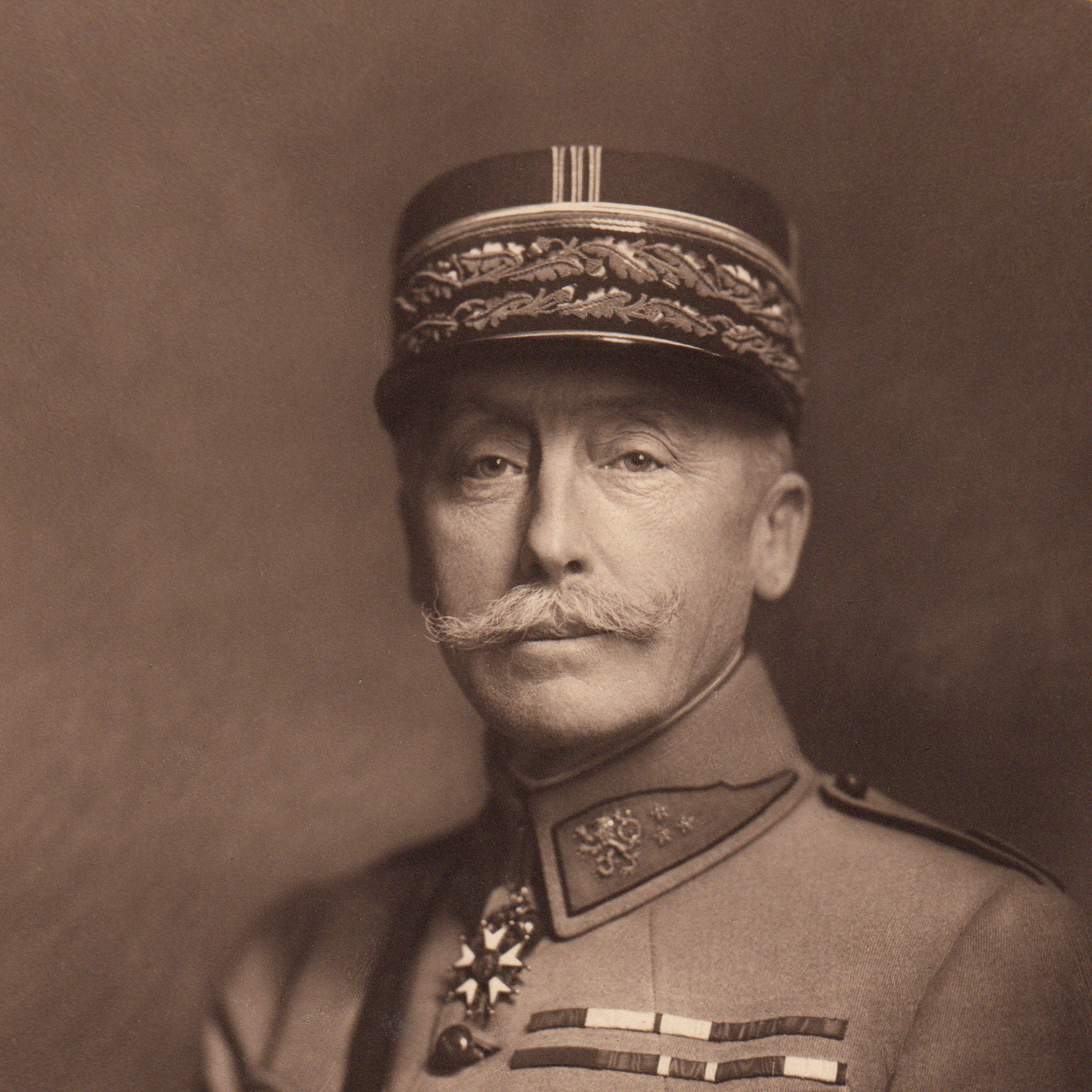
Maurice Pellé, 1920

Maurice César Joseph Pellé (* 18. April 1863 in Douai; † 16. März 1924 in Toulon) war ein französischer General.

## Leben
Pellé studierte an der École polytechnique und École supérieure de guerre, beide in Paris. Er diente als französischer Militärattaché in Deutschland von 1909 bis 1912. Im Ersten Weltkrieg wirkte Pellé im Grand Quartier Général (GQG), dem Oberkommando der französischen Armee, als Chef des Stabes vom 22. März bis 10. Dezember 1915. Ab 11. Dezember 1915 bis 19. April 1916 war er Chef des Stabes für Operationen außerhalb Frankreichs (Théâtres d’opérations extérieurs) um im Anschluss wieder als Chef des Stabes bis Ende 1916 zu dienen.
Am 19. Dezember 1916 übernahm er die Führung der 153. Division, die er während der Schlacht an der Aisne bei den erfolglosen Massenstürmen am Chemin des Dames führte. Am 2. Mai 1917 stieg er zum Général de division auf und wurde zum Kommandeur des V. Corps ernannt. Im Frühjahr 1918 führte er sein Corps im Rahmen der 3. Armee unter General Georges Louis Humbert im Crozat-Abschnitt bei der Abwehr der deutschen Frühjahrsoffensive (Unternehmen Michael).
Nachdem die Regierung der neu gegründeten Tschechoslowakei bereits 1918 ein Ersuchen an die französische Regierung stellte, bei der Entstehung der neuen tschechoslowakischen Armee Hilfe zu leisten, und nachdem im Januar 1919 entsprechende Verträge unterzeichnet wurden, nahm bereits im Februar 1919 die neu errichtete Französische Militärmission in der Tschechoslowakei in Prag die Arbeit auf. Zu ihrem Kommandanten wurde Maurice Pellé bestellt, der in dieser Funktion gleichzeitig zum Chef des tschechoslowakischen Generalstabs ernannt wurde. 1920 folgte ihm in diesen Funktionen der General Eugène Mittelhauser. Am 4. Juni 1919, nachdem die Truppen der Ungarischen Räterepublik zuerst mit Erfolg die Südslowakei angegriffen und die Slowakische Räterepublik errichtet haben, wurde Pellé von Präsident Tomáš Garrigue Masaryk zusätzlich zum Oberbefehlshaber der tschechoslowakischen Armee ernannt.
Seit Januar 1921 wirkte Pellé in Konstantinopel als alliierter Hochkommissar. Er war beauftragt, die Umsetzung des Vertrags von Sèvres zu überwachen, war Vorsitzender der Völkerbund-Kommission für die Meerengen und vertrat Frankreich bei den Verhandlungen und der Unterzeichnung des Vertrags von Lausanne im Juli 1923.
Er erkrankte 1923, starb nach längerer Krankheit im Saint Anne Hospital in Toulon und wurde auf dem Cimetière des Batignolles in Paris beigesetzt. 
Seit 1921 war er mit Jára/Jarmila Braunerová (geb. 1889, der Tochter von Vladimír Brauner und Enkelin des Politikers Dr. František August Brauner) verheiratet; 1922 wurde ihre Tochter Maryška geboren.

## Auszeichnungen
Dies ist eine unvollständige Auflistung:
- Großkreuz der Ehrenlegion, 1924.
- Orden des Weißen Löwen
- Tschechoslowakisches Kriegskreuz 1914–1918
- Russischer Orden der Heiligen Anna